# 科馬羅韋 (馬涅維奇區)
51°10′22″N 25°43′46″E / 51.17278°N 25.72944°E
科馬羅韋（烏克蘭語：Комарове）是烏克蘭西部的村莊，隸屬沃倫州的卡明-卡希爾斯基區。該村面積2.49平方公里，海拔高度169米，2001年人口931，人口密度每平方公里373.9人。